# Sauber C14
Sauber C14 – samochód Formuły 1 zespołu Sauber, zaprojektowany przez Andrégo de Cortanze i Leo Ressa na sezon 1995.
Kierowcami zespołu byli Karl Wendlinger, Heinz-Harald Frentzen oraz Jean-Christophe Boullion, który w trakcie sezonu zastąpił Wendlingera. Model C14 był pierwszym samochodem skonstruowany przez Saubera po podpisaniu długoterminowej umowy o współpracę z Red Bullem. Zmienił się dostawca silników - Mercedesa zastąpił Ford, dostarczając silniki ECA Zetec, które wcześniej otrzymywał Benetton.
Na początku sezonu samochód ścigał się z charakterystycznym, wąskim i opadającym nosem. Od Grand Prix San Marino model posiadał już bardziej konwencjonalny, podniesiony nos. Wyniki osiągane tym samochodem były przeciętne, chociaż Frentzen w Grand Prix Włoch zdobył pierwsze w historii startów Saubera w Formule 1 podium.

## Wyniki
| Legenda oznaczeń w tabelach wyników Wyświetl szablon na nowej stronie | Legenda oznaczeń w tabelach wyników Wyświetl szablon na nowej stronie                                                                     |
| Oznaczenie                                                            | Wyjaśnienie |
| --------------------------------------------------------------------- | --- |
| Złoty                                                                 | Zwycięzca lub mistrzostwo |
| Srebrny                                                               | 2. miejsce lub wicemistrzostwo |
| Brązowy                                                               | 3. miejsce lub II wicemistrzostwo |
| Zielony                                                               | Ukończył, punktował (w klasyfikacji generalnej, gdy zdobył co najmniej jeden punkt na przestrzeni sezonu, poza trzema powyższymi opcjami) |
| Niebieski                                                             | Ukończył, nie punktował (w klasyfikacji generalnej, gdy nie zdobył co najmniej jednego punktu na przestrzeni sezonu)                      |
| Czerwony                                                              | Nie zakwalifikował się (NZ) |
| Czerwony                                                              | Nie prekwalifikował się (NPK) |
| Różowy                                                                | Nie ukończył (NU) |
| Różowy                                                                | Niesklasyfikowany (NS) (w klasyfikacji generalnej, gdy nie został sklasyfikowany w żadnym wyścigu sezonu)                                 |
| Czarny                                                                | Zdyskwalifikowany (DK) |
| Czarny                                                                | Wykluczony (WYK/EX) |
| Biały                                                                 | Nie wystartował (NW) |
| Biały                                                                 | Kontuzjowany (K/INJ) |
| Biały                                                                 | Wyścig odwołany (OD/C) |
| Bez koloru                                                            | Został wycofany (WYC/WD) |
| Bez koloru                                                            | Nie przybył (NP/DNA) |
| Bez koloru                                                            | Nie brał udziału w treningach (NT/DNP) |
| Bez koloru                                                            | Nie został zgłoszony (–) |
| Pogrubienie                                                           | Start z pole position |
| Kursywa                                                               | Najszybsze okrążenie wyścigu |
| †                                                                     | Nie ukończył, ale jego rezultat został zaliczony ze względu na przejechanie więcej niż 90% dystansu wyścigu.                              |
| *                                                                     | Sezon w trakcie |
| 1/2/3                                                                 | Punktowana pozycja w sprincie kwalifikacyjnym                                                                                             |
| Lista systemów punktacji Formuły 1                                    | |

| Sezon | Zespół | Silnik | Opony | Kierowcy                 | 1   | 2   | 3   | 4   | 5   | 6   | 7   | 8   | 9   | 10  | 11  | 12  | 13  | 14  | 15  | 16  | 17  | Pkt. | Msc. |
| ----- | ------ | ------ | ----- | ------------------------ | --- | --- | --- | --- | --- | --- | --- | --- | --- | --- | --- | --- | --- | --- | --- | --- | --- | ---- | ---- |
| 1995  | Sauber | Ford   | G     |                          | BRA | ARG | SMR | ESP | MCO | CND | FRA | GBR | DEU | HUN | BEL | ITA | POR | EUR | PAC | JPN | AUS | 18   | 7    |
| 1995  | Sauber | Ford   | G     | Karl Wendlinger          | NU  | NU  | NU  | 13  |     |     |     |     |     |     |     |     |     |     |     | 10  | NU  | 18   | 7    |
| 1995  | Sauber | Ford   | G     | Jean-Christophe Boullion |     |     |     |     | 8   | NU  | NU  | 9   | 5   | 10  | 11  | 6   | 12  | NU  | NU  |     |     | 18   | 7    |
| 1995  | Sauber | Ford   | G     | Heinz-Harald Frentzen    | NU  | 5   | 6   | 8   | 6   | NU  | 10  | 6   | NU  | 5   | 4   | 3   | 6   | NU  | 7   | 8   | NU  | 18   | 7    |